# Carlo Airoldi

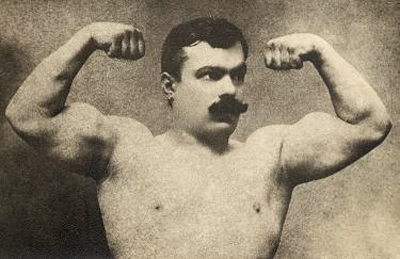
Carlo Airoldi 1896

Carlo Airoldi (* 21. September 1869 in Origgio; † 18. Juni 1929 in Mailand) war ein italienischer Marathonläufer, der für seinen vergeblichen Versuch berühmt ist, an den Olympischen Spielen 1896 teilzunehmen. Den Weg von Mailand nach Athen hatte er zu Fuß zurückgelegt.
Airoldi wurde in einer Bauernfamilie in Origgio, nahe Saronno, geboren. Er begann als Läufer an sportlichen Wettbewerben im Gebiet von Varese teilzunehmen.
1892 gewann er ein Rennen von Lecco nach Mailand, gefolgt von einem Sieg Mailand–Turin. Er wurde schnell bekannt und war einer der besten Marathonläufer seiner Zeit. Sein größter Erfolg war ein Sieg in einem Rennen von Mailand nach Barcelona im September 1895, ein Wettbewerb in zwölf Etappen, insgesamt über 1.050 Kilometer. Dieser Sieg brachte ihm 2.000 Pesetas ein.

## Die Olympischen Spiele
Airoldi wollte an den Olympischen Sommerspielen 1896 in Athen teilnehmen und hatte gute Siegeschancen. Allerdings brauchte er Geld, um nach Athen zu kommen.
Er schlug dem Direktor des damals bekannten Magazins La Bicicletta vor, billig zu reisen und das Geld dafür vom Magazin zu bekommen: Er würde zu Fuß durch Österreich, die Türkei und Griechenland gehen – eine abenteuerliche Reise, bei der er jeden Tag 70 Kilometer zurücklegen musste, um noch rechtzeitig in Athen anzukommen. Das Magazin sollte alle Etappen der Reise dokumentieren und ihm helfen, die nötigen Informationen zu bekommen.
Das Magazin akzeptierte, und seine Reise begann. Bei der Etappe von Mailand nach Split, durch Triest und Fiume, gab es keine Probleme. Airoldi hatte vor, an der kroatischen Küste und dann durch Kotor und Korfu zu laufen. Allerdings fiel er kurz vor Dubrovnik hin und verletzte seine Hand, so dass er gezwungen war, zwei Tage in einem Zelt zu bleiben. Er sollte nicht durch Albanien laufen, deshalb schiffte er sich auf einem österreichischen Boot ein, das ihn nach Patras brachte. Von dort aus lief er mangels Straßen an den Eisenbahnschienen entlang weiter nach Athen.
Nach seiner 28-tägigen Reise konnte Airoldi jedoch nicht am Marathon teilnehmen. Er begab sich zum königlichen Palast, um sich für die Spiele anzumelden. Dort wurde er vom Vorsitzenden des Internationalen Olympischen Komitees befragt, der entschied, dass das Geld, das Airoldi für den Sieg im Rennen von Mailand nach Barcelona bekam, bedeute, dass er kein Amateur sei. Deshalb dürfe er nicht an den Olympischen Spielen teilnehmen. Aus Italien wurden Telegramme geschickt, doch es half nichts: Airoldi durfte nicht mitmachen. In Italien war man empört, dass die Organisatoren einem starken Wettkämpfer nicht erlaubten, an einem Rennen teilzunehmen, das die Griechen gewinnen wollten. Airoldi akzeptierte die Entscheidung nie und forderte Spyridon Louis, den Gewinner des Marathons, heraus. Dieses Rennen fand jedoch nie statt.

## Spätere Jahre
Nachdem er nach Hause zurückgekehrt war, versuchte Airoldi viele Male erfolglos, Spyridon Louis’ Rekord zu brechen. Dann rannte er in der Lombardei und der Schweiz weiter, wo er heiratete und später in Bern und Zürich arbeitete. Schließlich zog er nach Südamerika, kehrte aber später nach Europa zurück.
Carlo Airoldi starb am 18. Juni 1929 in Mailand.

## Bibliographie
- Manuel Sgarella: La leggenda del maratoneta. Macchione Editore, Varese 2005, ISBN 8883402308.